# 飾妝高鱂
飾妝高鱂，為輻鰭魚綱鯉齒目鰕鱂亞目溪鱂科的其中一種，為熱帶淡水魚，分布於南美洲巴西聖弗朗西斯科河支流Verde Grande河流域，體長可達4.7公分，棲息在季節性氾濫平原潟湖，生活習性不明。

## 擴展閱讀
維基物種上的相關：飾妝高鱂